# Bayamón Soccer Complex
Le Bayamón Soccer Complex, également connu sous le nom de Parque de Fútbol Honda, est un complexe sportif (destiné au football) portoricain situé dans la ville de Bayamón.
Le complexe est constitué de trois terrains de football.
Le terrain principal, pouvant accueillir 1 000 spectateurs et inauguré en 2011, sert d'enceinte à domicile à l'équipe de football du Bayamón FC.

## Histoire

### Bayamon Soccer Complex I
Les différents terrains du complexes accueillent les différentes équipes des écoles, collèges et lycées des quartiers avoisinants, comme Minillas, Tio, Reparto Zarina, ou encore Vista Bella.
Le terrain N° 1 est réservé au football professionnel, tandis que le second terrain, plus petit, est réservé aux matchs entre équipes de jeunes.

### Bayamon Soccer Complex II
Le terrain N°3, également connu sous le nom de Parque de Futbol Honda (en anglais : Honda Soccer Park), sert quant à lui, peut également accueillir des matchs de crosse.
Le 9 mars 2016, les équipes féminines du Meredith College et de SUNY Oneonta (jouant tous deux en NCAA Division II) s'affrontent sur le terrain (victoire finale de SUNY 17–13).

## Événements
- Finale du championnat de Porto Rico : 2017